# اس سوموزاس
اس سوموزاس (به اسپانیایی: Somozas) یکی از دهستان‌های اسپانیا است که در Ferrol واقع شده‌است.

## خصوصیات
اس سوموزاس ۷۰٫۹۱ کیلومترمربع مساحت و ۱٬۳۸۲ نفر جمعیت دارد.